# مسابقات قهرمانی وزنه‌برداری جهان ۲۰۱۹ - ۱۰۹ کیلوگرم مردان
رقابت وزن ۱۰۹ کیلوگرم مردان در قهرمانی وزنه‌برداری جهان ۲۰۱۹ در روزهای ۲۵ و ۲۶ سپتامبر ۲۰۱۹ برگزار شد.

## برنامه
| تاریخ           | زمان  | رویداد |
| --------------- | ----- | ------ |
| ۲۵ سپتامبر ۲۰۱۹ | ۲۲:۳۰ | گروه C |
| ۲۶ سپتامبر ۲۰۱۹ | ۱۴:۲۵ | گروه B |
| ۲۶ سپتامبر ۲۰۱۹ | ۱۷:۵۵ | گروه A |

## مدال‌آوران
| Event | طلا                     | طلا    | نقره                 | نقره   | برنز                 | برنز   |
| یک‌ضرب | سیمون مارتیروسیان (ARM) | ۱۹۹ ک‌گ | آندری آرامنائو (BLR) | ۱۹۸ ک‌گ | Yang Zhe (CHN)       | ۱۹۷ ک‌گ |
| دوضرب | سیمون مارتیروسیان (ARM) | ۲۳۰ ک‌گ | اکبر ژورائف (UZB)    | ۲۲۹ ک‌گ | آندری آرامنائو (BLR) | ۲۲۸ ک‌گ |
| مجموع | سیمون مارتیروسیان (ARM) | ۴۲۹ ک‌گ | آندری آرامنائو (BLR) | ۴۲۶ ک‌گ | Yang Zhe (CHN)       | ۴۲۰ ک‌گ |

## رکوردها
پیش از این رقابت، رکوردهای جهانی موجود به شرح زیر بود.
| رکورد جهانی | یک‌ضرب | استاندارد جهانی         | ۱۹۶ کیلوگرم | —                  | ۱ نوامبر ۲۰۱۸ |
| رکورد جهانی | دوضرب | سیمون مارتیروسیان (ARM) | ۲۴۰ کیلوگرم | عشق‌آباد، ترکمنستان | ۹ نوامبر ۲۰۱۸ |
| رکورد جهانی | مجموع | سیمون مارتیروسیان (ARM) | ۴۳۵ کیلوگرم | عشق‌آباد، ترکمنستان | ۹ نوامبر ۲۰۱۸ |

## نتایج
| رتبه | وزنه‌بردار                   | گروه | یک‌ضرب (ک‌گ) | یک‌ضرب (ک‌گ) | یک‌ضرب (ک‌گ) | یک‌ضرب (ک‌گ) | دوضرب (ک‌گ) | دوضرب (ک‌گ) | دوضرب (ک‌گ) | دوضرب (ک‌گ) | مجموع |
| رتبه | وزنه‌بردار                   | گروه | ۱          | ۲          | ۳          | رتبه       | ۱          | ۲          | ۳          | رتبه       | مجموع |
| ---- | --------------------------- | ---- | ---------- | ---------- | ---------- | ---------- | ---------- | ---------- | ---------- | ---------- | ----- |
| 1    | سیمون مارتیروسیان (ARM)     | A    | ۱۹۰        | ۱۹۵        | ۱۹۹        | 1          | ۲۳۰        | ۲۴۱        | —          | 1          | ۴۲۹   |
| 2    | آندری آرامنائو (BLR)        | A    | ۱۸۸        | ۱۹۳        | ۱۹۸        | 2          | ۲۲۰        | ۲۲۵        | ۲۲۸        | 3          | ۴۲۶   |
| 3    | Yang Zhe (CHN)              | A    | ۱۸۷        | ۱۹۲        | ۱۹۷        | 3          | ۲۱۷        | ۲۲۳        | ۲۲۷        | ۵          | ۴۲۰   |
| ۴    | اکبر ژورائف (UZB)           | A    | ۱۸۳        | ۱۸۴        | ۱۸۸        | ۶          | ۲۲۱        | ۲۲۶        | ۲۲۹        | 2          | ۴۱۷   |
| ۵    | Rodion Bochkov (RUS)        | A    | ۱۸۴        | ۱۸۹        | ۱۹۲        | ۴          | ۲۱۵        | ۲۲۱        | ۲۲۵        | ۴          | ۴۱۴   |
| ۶    | Timur Naniev (RUS)          | A    | ۱۸۰        | ۱۸۵        | ۱۸۹        | ۵          | ۲۲۰        | ۲۲۴        | ۲۲۴        | ۹          | ۴۰۹   |
| ۷    | علی هاشمی (وزنه‌بردار) (IRI) | A    | ۱۷۷        | ۱۸۲        | ۱۸۲        | ۹          | ۲۱۸        | ۲۲۶        | —          | ۱۳         | ۳۹۵   |
| ۸    | Arkadiusz Michalski (POL)   | A    | ۱۷۳        | ۱۷۷        | 178        | ۱۴         | ۲۲۱        | ۲۲۴        | ۲۲۵        | ۶          | ۳۹۴   |
| ۹    | آرتورس پلسنیکس (LAT)        | A    | ۱۷۳        | ۱۷۸        | ۱۸۰        | ۱۵         | ۲۱۵        | ۲۲۱        | ۲۲۶        | ۷          | ۳۹۴   |
| ۱۰   | Ryunosuke Mochida (JPN)     | B    | ۱۶۵        | ۱۷۰        | ۱۷۴        | ۱۲         | ۲۱۰        | ۲۱۹        | ۲۲۳        | ۱۰         | ۳۹۳   |
| ۱۱   | Seo Hui-yeop (KOR)          | B    | ۱۷۰        | ۱۷۰        | ۱۷۵        | ۱۹         | ۲۱۵        | ۲۱۹        | ۲۱۹        | ۱۱         | ۳۸۹   |
| ۱۲   | Jeong Ki-sam (KOR)          | B    | ۱۷۴        | ۱۷۸        | 181        | ۸          | ۲۱۰        | ۲۱۴        | ۲۱۴        | ۱۶         | ۳۸۸   |
| ۱۳   | Marcos Ruiz (ESP)           | B    | ۱۷۳        | ۱۷۸        | ۱۷۸        | ۱۳         | ۲۰۵        | ۲۱۱        | ۲۱۵        | ۱۴         | ۳۸۸   |
| ۱۴   | Wesley Kitts (USA)          | B    | ۱۷۰        | ۱۷۵        | 177        | ۱۸         | ۲۱۱        | ۲۱۸        | ۲۲۵        | ۱۲         | ۳۸۸   |
| ۱۵   | Hiroaki Shiraishi (JPN)     | B    | ۱۶۵        | ۱۷۰        | ۱۷۱        | ۲۱         | ۲۰۱        | ۲۱۱        | ۲۲۰        | ۸          | ۳۸۵   |
| ۱۶   | سارگیس مارتیروسیان (AUT)    | B    | ۱۷۵        | ۱۸۰        | ۱۸۲        | ۱۰         | ۲۰۳        | ۲۰۸        | ۲۰۸        | ۱۸         | ۳۸۳   |
| ۱۷   | Roman Zaitsev (UKR)         | B    | ۱۷۰        | ۱۷۴        | ۱۷۴        | ۱۷         | ۲۰۷        | ۲۱۲        | ۲۲۰        | ۱۵         | ۳۸۲   |
| ۱۸   | Jesús González (VEN)        | B    | ۱۷۱        | ۱۷۱        | ۱۷۱        | ۱۶         | ۲۱۰        | ۲۱۰        | ۲۱۷        | ۱۷         | ۳۸۱   |
| ۱۹   | Ibragim Bersanov (KAZ)      | B    | ۱۷۵        | ۱۷۵        | ۱۷۵        | ۱۱         | ۲۰۱        | ۲۰۵        | ۲۰۵        | ۱۹         | ۳۸۰   |
| ۲۰   | Jorge Arroyo (ECU)          | C    | ۱۷۵        | ۱۷۵        | ۱۸۱        | ۷          | ۱۹۰        | ۱۹۵        | ۱۹۵        | ۲۳         | ۳۷۶   |
| ۲۱   | Öwez Öwezow (TKM)           | B    | ۱۶۵        | ۱۶۵        | ۱۷۳        | ۲۲         | ۲۰۳        | ۲۱۰        | ۲۱۰        | ۲۰         | ۳۶۸   |
| ۲۲   | Arnas Šidiškis (LTU)        | C    | ۱۵۶        | ۱۶۱        | ۱۶۵        | ۲۰         | ۱۹۰        | ۱۹۵        | ۲۰۰        | ۲۲         | ۳۶۰   |
| ۲۳   | Owen Boxall (GBR)           | C    | ۱۵۳        | ۱۵۷        | ۱۶۱        | ۲۳         | ۱۸۷        | ۱۹۳        | ۲۰۰        | ۲۴         | ۳۵۰   |
| ۲۴   | Hannes Keskitalo (FIN)      | C    | ۱۴۵        | ۱۵۰        | ۱۵۰        | ۲۷         | ۱۸۸        | ۱۹۱        | ۱۹۶        | ۲۱         | ۳۴۱   |
| ۲۵   | Patrik Krywult (CZE)        | C    | ۱۵۱        | ۱۵۵        | ۱۶۰        | 24         | ۱۸۰        | ۱۸۰        | ۱۸۷        | ۲۸         | ۳۳۵   |
| ۲۶   | Ryan Meidl (CAN)            | C    | ۱۵۰        | ۱۵۰        | ۱۵۰        | ۲۶         | ۱۸۵        | ۱۸۵        | ۱۹۱        | ۲۵         | ۳۳۵   |
| ۲۷   | Sean Rigsby (IRL)           | C    | ۱۳۵        | ۱۴۰        | ۱۴۰        | ۳۰         | ۱۸۰        | ۱۸۴        | ۱۸۷        | ۲۶         | ۳۲۴   |
| ۲۸   | Richard Davidson (CAN)      | C    | ۱۴۰        | ۱۴۵        | ۱۴۶        | ۲۹         | ۱۸۲        | ۱۸۷        | ۱۹۰        | ۲۷         | ۳۲۲   |
| —    | Ondrej Kružel (SVK)         | C    | ۱۵۰        | ۱۵۵        | ۱۵۵        | ۲۵         | ۱۸۵        | —          | —          | —          | —     |
| —    | Sio Pomelile (TGA)          | C    | ۱۴۰        | ۱۴۴        | ۱۴۷        | ۲۸         | ۱۸۰        | ۱۸۰        | ۱۸۲        | —          | —     |
| —    | Vasil Gospodinov (BUL)      | A    | ۱۷۴        | ۱۷۴        | ۱۷۴        | —          | —          | —          | —          | —          | —     |
| —    | Salwan Jassim (IRQ)         | A    | ۱۸۲        | —          | —          | —          | —          | —          | —          | —          | —     |

## رکوردهای جدید
| یک‌ضرب | ۱۹۷ ک‌گ | Yang Zhe (CHN)          | ر.ج |
| یک‌ضرب | ۱۹۸ ک‌گ | آندری آرامنائو (BLR)    | ر.ج |
| یک‌ضرب | ۱۹۹ ک‌گ | سیمون مارتیروسیان (ARM) | ر.ج |